# Бальм, Эжен
Эжен Жан Франсуа Бальм (фр. Eugène Jean François Balme; 22 ноября 1874, Улэ — 24 февраля 1914, Париж) — французский стрелок, двукратный чемпион мира 1906 и бронзовый призёр летних Олимпийских игр 1900 и 1908.

## Биография
На Играх 1900 в Париже Бальм соревновался только в стрельбе из скоростного пистолета на 25 м, и занял в нём третье место, получив бронзовую медаль.
На чемпионате мира 1905 в Брюсселе получил бронзу в винтовочной стрельбе лёжа и командном соревновании. На следующем чемпионате в Милане он стал чемпионом стрельбе из трёх позиций и лёжа в частности, и ещё получил серебряную награду в соревновании среди сборных. Ещё через год, на чемпионате в Цюрихе, Бальм стал серебряным призёром по стрельбе лёжа и бронзовым среди команд.
На Играх 1908 он входил во французскую команду, которая соревновалась в командных соревнованиях по стрельбе из армейской и произвольной винтовки. В первом состязании его сборная заняла четвёртое место, а во втором третье, выиграв бронзовые медали.
На своём последнем чемпионате в 1913 году он получил ещё одно серебро в соревновании команд.
Бальм работал инженером в одной французской компании. Он застрелился в припадке неврастении.